# اسمیتفیلد (ویرجینیای غربی)
اسمیتفیلد(به انگلیسی: Smithfield) شهری در ایالت ویرجینیای غربی کشور ایالات متحده آمریکا است که جمعیت آن در سرشماری سال ۲۰۱۰ میلادی، ۱۴۵ نفر بوده‌است.